# Ця мить
«Ця мить» — радянський художній фільм 1968 року режисера Еміля Лотяну, знятий на кіностудії «Молдова-фільм». Лауреат Всесоюзного кінофестивалю.

## Сюжет
Весна 1939 року, кінець Громадянської війни в Іспанії, палаючий літак республіканських сил падає в море. У короткі миті між життям і смертю перед уявним поглядом льотчика проходить все, що привело його в кабіну … 1937 рік. Молдавський льотчик Міхай Адам, простий бессарабський хлопець, наймається працювати в революційну Іспанію. Але до міжнародних бригад він відношення не має — з Республікою його пов'язує тільки контракт: він переганяє в Іспанію літаки і перевозить вантажі, що купуються республікою або запропонованих нею на відшкодування збитків. Йому все одно на чиєму боці літати — ось так вийшло, що виступає на стороні республіканців, — він «солдат удачі», приїхав сюди з любові до ризику, романтики, а головне — грошей, поблажливо поглядаючи на революціонерів-ідеалістів добровольців-комуністів, які зібралися зі всього світу. Але зустрівши тут справжніх друзів і справжню любов він розуміє, що є ще щось крім грошей, і не все і не всіх можна купити, і стає добровільним учасником народної боротьби з франкістами. Дізнавшись ціну людям, він робить неможливе раніше — хоча його подвиг, що коштує йому життя, даремний з точки зору реальної обстановки — війна вже програна Республікою, і це один з останніх повітряних боїв, — але для нього він має сенс.

## У ролях
- Марія Сагайдак — Ампаро
- Міхай Волонтир — Міхай Адам
- Херардо Фернандес — Пепе Гарроте
- Мірча Соцкі-Войніческу — Пічул
- Світлана Тома — француженка
- Георге Дімітріу — лікар Крістя
- Хуан Руїс Гомес — полковник Гомес
- Долорес Домінго Сохо — Лурдес
- Херардо Контрерас — офіцер
- Василь Кіку — комісар
- Геннадій Четвериков — комісар
- Ервін Кнаусмюллер — командир інтербригади
- Гедимінас Гірдвайніс — епізод
- Віктор Соцкі-Войніческу — епізод
- Михайло Бадикяну — епізод
- Вадим Вільський — епізод
- Василь Паскару — епізод
- Гліб Саїнчук — епізод
- Лев Олевський — епізод
- Іван Бондар — епізод

## Знімальна група
- Режисер-постановник і сценарист — Еміль Лотяну
- Оператор-постановник — Влад Чуря
- Композитор — Джон Тер-Татевосян
- Художники-постановники — Енріке Родрігес, Луїс Фернандес